# Pasir Puteh
Huyện Pasir Puteh là một huyện thuộc bang Kelantan của Malaysia. Huyện Pasir Puteh có dân số thời điểm năm 2010 ước tính khoảng 113069 người.